# Strychnos bredemeyeri
Strychnos bredemeyeri là một loài thực vật có hoa trong họ Mã tiền. Loài này được (Schult.) Sprague & Sandwith miêu tả khoa học đầu tiên năm 1927.